# 越日工業大学
越日工業大学（えつにちこうぎょうだいがく  英称：Vietnam–Japan Institute of Technology 略称：VJIT）は、ベトナム・ホーチミン市ビンタイン区に2015年10月に開学した大学である。「日本型ものづくり大学」を目指している。

## 沿革
2015年にホーチミン市工業大学を母団体として設置された。
金沢工業大学の支援を受けて、日本のものづくり・情報技術・経営技術を学び、世界のどこででも活躍できる人材つくりを目指している。

## 日本との協定校
- 金沢工業大学